# ناحیه چندلر (شهرستان هرون، میشیگان)
ناحیه چندلر (به انگلیسی: Chandler Township) یک منطقهٔ مسکونی در ایالات متحده آمریکا است که در شهرستان هیورن، میشیگان واقع شده‌است.
 ناحیه چندلر ۹۱٫۵ کیلومتر مربع مساحت و ۵۰۱ نفر جمعیت دارد و ۱۹۲ متر بالاتر از سطح دریا واقع شده‌است.